# Nossa Senhora da Assunção (nau)
A Nossa Senhora da Assunção foi uma nau de linha portuguesa.

## História
Sua primeira aparição ocorreu em 1705, na Batalha de Marbelha. Na época de sua Portugal estava envolvido na Guerra da Sucessão Espanhola, anos mais tarde, em 1717, viria a participar da Batalha de Matapão contra os turcos, nesta batalha foi uma das naus que compôs a linha de frente, sendo comandada pelo fiscal Pedro de Sousa Castelo Branco.
Tinha uma tripulação composta por 500 homens e era armada com 66 peças de artilharia.